# SCTV
SCTV (Surya Citra Televisi) è una rete televisiva indonesiana di proprietà da Surya Citra Media.